# Spelobia nudiprocta
Spelobia nudiprocta är en tvåvingeart som beskrevs av Marshall 1985. Spelobia nudiprocta ingår i släktet Spelobia och familjen hoppflugor. Inga underarter finns listade i Catalogue of Life.